# ピート・グレイ
ピーター・J・グレイ（Peter J. Gray, 1915年3月6日 - 2002年6月30日）は、アメリカ合衆国ペンシルベニア州ナンティコーク出身のプロ野球選手（外野手）左投げ左打ち。
片腕の野手として第二次世界大戦中の1945年にMLBでプレー、その姿は戦争により障害を抱えた人たちに感動を与えた。

## 経歴

### 少年期
リトアニア移民の一家にピート・ワイシュナー（Pete Wyshner）の名で生まれた。6歳の時に町の食料品店のトラックから転げ落ちて右腕を切断したグレイは、義務教育を終えた後は炭鉱の給水係の仕事をしていた。故郷のナンティコークから1000キロの道のヒッチハイクを続け、1932年のワールドシリーズで有名なベーブ・ルースの予告ホームランを目の当たりにしてプロ野球選手になろうと決意し、ヤンキー・スタジアムでプレーすることを夢見るようになる。
グレイは片手でバットを振る練習をし、グラブをはめた左手で捕球した後、素早くグラブを外して左手で送球する術を練習し身に着けた。まず左手のグラブで捕球した後、捕った球をスナップで自分の胸のあたりまで放りあげ、その間に左手からグラブを外して再び左手でボールをつかんで送球する、という一連の動作を身に着けたのである。19歳の頃には他の選手に混じってセミプロリーグで充分にプレーできるほどになっており、ペンシルベニアのパイングローブ球団や、ブルックリンのスクラントン球団に外野手として出場するようになっていた。プロになることを目指したグレイは、この頃人種的な偏見を避けるため、"Wyshner"から"Gray"に改姓している。

### 「片腕の奇跡」
1942年、グレイはセントルイス・カージナルスとフィラデルフィア・アスレチックスの入団試験を受けたが採用されず、マイナーリーグのC級トロイスリバーズに入団、そこで打率.381の成績を残した。その後にA級メンフィス・チックスがグレイを獲得、グレイは1944年にサザン・アソシエーションで打率.333、盗塁68という成績を残し、この年のリーグの最優秀選手賞を手にする。フィラデルフィアのスポーツ誌はグレイを「片腕の奇跡」（One-Armed Wonder）と書きたて、最も勇気あるアスリートとして表彰した。しかし片腕ゆえ兵役につけなかったグレイは、当時第二次世界大戦下で多くの兵士が戦線に出ていたこともあり、「私のしたことは勇気ではない。勇気はダイヤモンドではなく、戦場にある」というコメントを残している。
戦争が激化し多くのMLB選手が兵役に出る中、1945年、グレイはついにセントルイス・ブラウンズと4,000ドルの契約を結び、夢だったヤンキー･スタジアムでのプレーを実現させることになった。片腕で見事に打ち、守るグレイのプレーは戦闘で障害を抱えた軍人達に感動を与えた。またグレイ自身も軍の病院やリハビリテーションセンターを訪問し、障害を持った患者達を励ます活動をした。ある記者は「ベーブ・ルース以来の人気者」と絶賛し、ファンも続々と詰めかけた。日本の英語の教科書でも紹介されている。

### その後の人生
しかしグレイのMLBでの生活は長く続かなかった。片腕でスイングする故に、緩急に対応してバットを止めることが難しいことがすぐ明らかになり、グレイはヒットを打てなくなる。戦争が終結して間もない1945年9月30日の試合が、グレイのMLBでの最後の出場となった。ブラウンズでは計77試合に出場し51安打、通算打率.218という成績だった。「来年はどうする？」と聞かれ、「来年は火の球投手のボブ・フェラーなどが帰ってくるし、到底打てっこないよ」と言ったという。翌年からもグレイはマイナーのAAA級トレドやA級エルマイラなどで野球を続け、1949年を最後に選手を引退した。引退後しばらくはギャンブルや酒に手を出し、すさんだ生活が続いたという。
その後1986年にグレイを描いたテレビ映画 "A Winner Never Quits"が放送され、1995年には伝記が出版されるなどして、グレイの活躍は再び脚光を浴びることになる。グレイは2002年に、生まれ故郷のペンシルベニア州でその生涯を閉じた。使っていたグラブはアメリカ野球殿堂に寄贈されている。

## 詳細情報

### 年度別打撃成績
| 年 度     | 球 団     | 試 合 | 打 席 | 打 数 | 得 点 | 安 打 | 二 塁 打 | 三 塁 打 | 本 塁 打 | 塁 打 | 打 点 | 盗 塁 | 盗 塁 死 | 犠 打 | 犠 飛 | 四 球 | 敬 遠 | 死 球 | 三 振 | 併 殺 打 | 打 率 | 出 塁 率 | 長 打 率 | O P S |
| --------- | --------- | ----- | ----- | ----- | ----- | ----- | -------- | -------- | -------- | ----- | ----- | ----- | -------- | ----- | ----- | ----- | ----- | ----- | ----- | -------- | ----- | -------- | -------- | ----- |
| 1945      | SLB       | 77    | 253   | 234   | 26    | 51    | 6        | 2        | 0        | 61    | 13    | 5     | 6        | 6     | --    | 13    | --    | 0     | 11    | 2        | .218  | .259     | .261     | .520  |
| 通算：1年 | 通算：1年 | 77    | 253   | 234   | 26    | 51    | 6        | 2        | 0        | 61    | 13    | 5     | 6        | 6     | --    | 13    | --    | 0     | 11    | 2        | .218  | .259     | .261     | .520  |

## 書籍・映像
- 『誇り高き大リーガー』（1977年　講談社 ）
- 『運をつかんだ努力家たち』（1991年　日本テレビ放送網）
- 『A Winner Never Quits』（1986年　映画　邦題『片腕のヒーロー・大リーグへの道』）